# Rhinophrynus
Genre
Rhinophrynus est un genre d'amphibiens, le seul de la famille des Rhinophrynidae.

## Répartition
L'espèce de ce genre se rencontre en Amérique du Nord et en Amérique centrale.

## Liste d'espèces
Selon Amphibian Species of the World (19 novembre 2016) :
- Rhinophrynus dorsalis Duméril & Bibron, 1841

et l'espèce fossile :
- †Rhinophrynus canadensis Holman 1963 de l'Oligocène du Canada

## Publication originale
- Duméril & Bibron, 1841 : Erpétologie générale ou Histoire naturelle complète des reptiles, vol. 8, p. 1-792 (texte intégral).